# Ким, Ксения Юрьевна
Ксения Юрьевна Ким (род. 2000) — российская спортивная гимнастка, тренер. Мастер спорта России (20 июля 2016).

## Биография
Ксения Ким родилась в 2000 году в Обнинске.
Серебряный призёр чемпионата России (2017 — команда; сборная ЦФО-1).
На соревнованиях представляет Обнинск и Калужскую область. Выступает за ГБОУ СШОР имени Ларисы Латыниной (Обнинск). Также является тренером этой спортивной школы.